# 毛果吉林乌头
毛果吉林乌头（学名：Aconitum kirinense var. australe）为毛茛科乌头属下的一个变种。

## 扩展阅读
- 維基物種上的相關：毛果吉林乌头